# Cotarsina roseofulva
Cotarsina roseofulva là một loài bướm đêm trong họ Noctuidae.